# Annulohypoxylon apiahynum
Annulohypoxylon apiahynum är en svampart som först beskrevs av Speg., och fick sitt nu gällande namn av Hladki & A.I. Romero 2009. Annulohypoxylon apiahynum ingår i släktet Annulohypoxylon och familjen kolkärnsvampar.   Inga underarter finns listade i Catalogue of Life.